# Diplomacia de Twitter

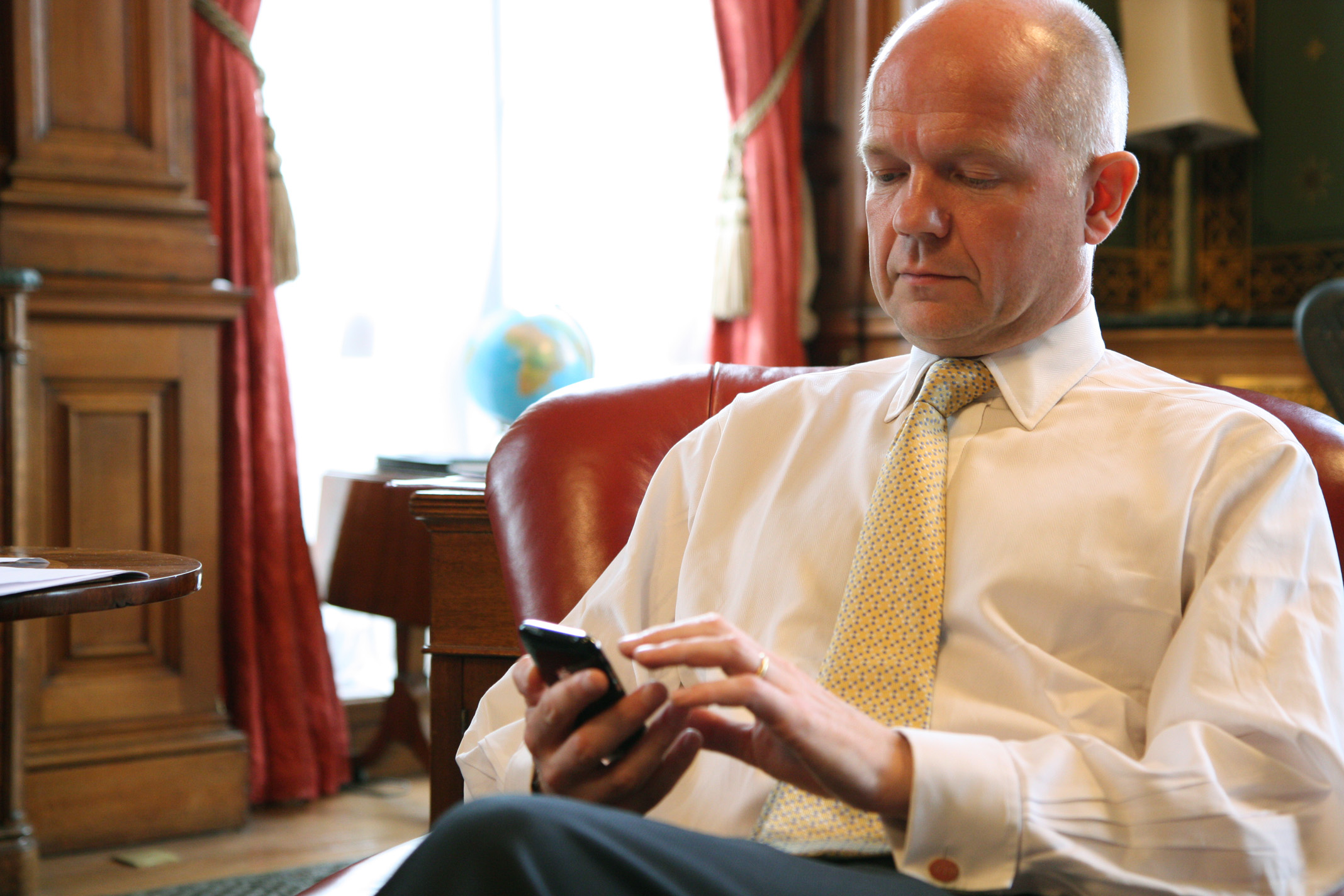
El secretario de Relaciones Exteriores del Reino Unido, William Hague, responde preguntas sobre Afganistán y Pakistán durante su séptima sesión de preguntas y respuestas en Twitter, el 29 de junio de 2011.

La diplomacia de Twitter, también llamada «tuitplomacia» o «diplomacia hashtag», es el uso del sitio web de redes sociales y microblogging, Twitter, por parte de jefes de Estado, líderes de organismos internacionales y sus diplomáticos para llevar a cabo actividades diplomáticas y de diplomacia pública.
Twitter ha asumido papeles diversos y ocasionales en las comunicaciones diplomáticas, desde cordiales anuncios de cooperación bilateral hasta intercambios lacrosos y golpes diplomáticos, así como publicaciones más informales.

## Orígenes
El término tuitplomacia fue propuesto en 2011, en un trabajo centrado en el estudio de la diplomacia dentro de las redes sociales. Este informe pretende mostrar cómo los presidentes usan Twitter para mantener relaciones diplomáticas con otros presidentes y actores políticos. Sin embargo, el uso de Twitter por líderes mundiales y diplomáticos iba en aumento a partir de abril de 2014, pero la diplomacia de Twitter era solo un aspecto de la creciente tendencia hacia la diplomacia digital o diplomacia de Facebook, por muchos gobiernos mundiales.

### Twitter y diplomacia
A partir de abril de 2014, se estima que 241 millones de usuarios activos se unieron a Twitter. Twitter también ofrece a los legisladores la posibilidad de escuchar las múltiples perspectivas de una audiencia mundial.
Los líderes mundiales y sus diplomáticos han tomado nota de la rápida expansión de Twitter y han comenzado a utilizarlo para interactuar con públicos extranjeros y sus propios ciudadanos. El embajador de los Estados Unidos en Rusia, Michael McFaul, ha sido atribuido como un pionero de la diplomacia internacional de Twitter, usando Twitter después de convertirse en embajador en 2011, publicando en inglés y ruso. Un estudio de 2013 del sitio web Twiplomacy encontró que 153 de los 193 países representados en las Naciones Unidas habían establecido cuentas gubernamentales de Twitter. El mismo estudio también encontró que esas cuentas ascendieron a 505 cuentas de Twitter utilizados por los líderes mundiales y sus ministros de relaciones exteriores, con sus tuits capaces de llegar a una audiencia combinada de más de 106 millones de seguidores.
Comentando en una publicación de 2013 sobre el tema de la fundación sin fines de lucro con sede en Ginebra Diplo, el exministro de Exteriores italiano Giulio Terzi dijo de las redes sociales: «Las redes sociales exponen a los creadores de políticas extranjeras a audiencias globales y al mismo tiempo permiten a los gobiernos llegar a ellos al instante ... Twitter tiene dos grandes efectos positivos en la política exterior: fomenta un intercambio beneficioso de ideas entre los legisladores y la sociedad civil y mejora la capacidad de los diplomáticos para recopilar información y anticipar, analizar, gestionar y reaccionar a los acontecimientos».

### Controversia
Las confrontaciones a través de la diplomacia de Twitter son visibles para una audiencia mundial debido a la naturaleza global de Twitter.
En abril de 2014 hubo tensiones entre el Departamento de Estado de los Estados Unidos y el Ministerio de Asuntos Exteriores de Rusia con respecto a la crisis de Crimea de 2014, y ambos ministerios usaron el hashtag #UnitedForUkraine para transmitir puntos de vista opuestos.
Tuitear a una audiencia global también plantea desafíos a los líderes y diplomáticos. A principios de 2014, el presidente iraní, Hasán Rouhaní, decidió eliminar un tuit controvertido que recibió mucha atención de los medios.

## Uso por gobiernos y organizaciones intergubernamentales
El estudio de Twiplomacy de 2013 brindó una nueva perspectiva sobre el uso de Twitter por parte de los gobiernos. El registro de Twitter por región incluye:
- África: 71% de los gobiernos
- Asia: 75% de los gobiernos
- Europa: 100% de los gobiernos[8]
- América del Norte: 18 gobiernos
- Oceanía: 38% de los gobiernos
- América del Sur: 92% de los gobiernos

### Por los jefes de Estado y de Gobierno
El expresidente de los Estados Unidos, Barack Obama, es acreditado como el primer jefe de Estado en establecer una cuenta de Twitter, originalmente afiliada a su campaña presidencial de 2008, el 5 de marzo de 2007 como número de usuario 813 286. También fue el jefe de Estado más seguido en Twitter.
Otros jefes de Estado y Gobierno a ser pioneros en la conducción de la diplomacia de Twitter incluyen al presidente mexicano Enrique Peña Nieto, el primer ministro belga Elio Di Rupo, y el primer ministro canadiense Stephen Harper, todos los cuales se unieron a Twitter en 2007.
Desde su elección en noviembre de 2016, el presidente de los Estados Unidos, Donald Trump, ha participado activamente en la diplomacia de Twitter.

### Por los líderes de organizaciones intergubernamentales
A partir de abril de 2014, las Naciones Unidas (ONU) es la organización intergubernamental más seguida, con su sitio web que muestra más de 2.56 millones de televidentes en abril de 2014. Muchos de los fondos y agencias subordinados de la ONU también atraen a un gran número de seguidores. La Unicef logró una mayor popularidad que su organización matriz, la ONU, y le siguen más de 2,69 millones hasta abril de 2014.

### Por diplomáticos y misiones diplomáticas
El exembajador israelí en los Estados Unidos, Michael Oren, se hizo eco del sentir de muchos diplomáticos al responder a una pregunta de mayo de 2012 sobre por qué se unió a Twitter: «Hoy hay pocas alternativas de gran alcance y efectivas, con audiencias muy amplias y audiencias jóvenes, como Twitter. Twitter es otra herramienta que me permite comunicarme con otros diplomáticos y periodistas, a la vez que me permite agregar un toque personal».
Los ministerios de Relaciones Exteriores se han puesto al día, y algunos están haciendo esfuerzos para publicitar su presencia en Twitter. El Ministerio de Relaciones Exteriores y de la Mancomunidad de Naciones del Reino Unido, por ejemplo, publicó una lista consolidada de todas las misiones del Reino Unido en las redes sociales.
El Departamento de Estado de los Estados Unidos mantiene una presencia activa en Twitter. Aunque la ex secretaria de Estado de los Estados Unidos Hillary Clinton alentó a los diplomáticos estadounidenses a tuitear, no estableció su cuenta personal hasta 2013, después de que ella ya había dejado el cargo. Su sucesor, John Kerry, volvió a activar su cuenta personal de Twitter después de un año en el trabajo. El exembajador de Estados Unidos en Rusia, Michael McFaul, fue pionero en el uso de Twitter para los embajadores estadounidenses con un flujo constante de tuits en inglés y ruso durante su mandato 2011-2014. Un académico de oficio y no un diplomático de carrera, los tuits del embajador McFaul eran en general sin rodeos y poco pulidos, características poco comunes en el mundo diplomático, ganando tanto críticas frecuentes del gobierno ruso como elogios de sus partidarios.